# Coniopteryx (Coniopteryx) trihamantennata
Coniopteryx (Coniopteryx) trihamantennata is een insect uit de familie van de dwerggaasvliegen (Coniopterygidae), die tot de orde netvleugeligen (Neuroptera) behoort. 
Coniopteryx (Coniopteryx) trihamantennata is voor het eerst wetenschappelijk beschreven door Monserrat in 1989.